# It Happened at the World's Fair
It Happened at the World's Fair (prt: Ruivas, Loiras e Morenas; bra: Loiras, Morenas e Ruivas) é um filme estadunidense de 1963, do gênero aventura cômico-romântico-musical, dirigido por Norman Taurog e protagonizado por Elvis Presley.
O filme foi rodado em Seattle, Washington, onde acontece a Feira Mundial. O então governador do estado, Albert Rosellini, sugeriu aos executivos da Metro que filmassem no local. O filme arrecadou 2,25 milhões de dólares nas bilheterias americanas.
O então ator mirim Kurt Russell fez uma pequena participação no filme na cena em que Mike, personagem de Presley, lhe dá 25 centavos para que o chute, a fim de ter motivos para visitar a enfermeira Warren (Joan O'Brian). Anos mais tarde, Russell interpretaria Presley no telefilme Elvis (1979), faria a voz do cantor em Forrest Gump (1995) e faria um de seus covers no filme 3000 Miles to Graceland (2001).

## Sinopse
Mike Edwards (Elvis Presley) e Danny (Gary Lockwood) são dois amigos que pretendem abrir uma companhia aérea. Mike é piloto, mas ganha dinheiro lançando pesticidas em plantações. Porém tudo se complica quando Danny gasta todo o dinheiro guardado num jogo, e o monomotor, equipamento com que eles trabalham, é apreendido pela polícia. Os dois então ficam sabendo de uma feira que acontece na cidade de Seattle, e é para lá que eles resolvem ir para recuperar o dinheiro perdido.

## Elenco
| • Elvis Presley | ...... | Mike Edwards    |
| • Joan O'Brian  | ...... | Diane Warren    |
| • Gary Lockwood | ...... | Danny Burke     |
| • Vicky Tiu     | ...... | Sue-Lin         |
| • Yvonne Craig  | ...... | Dorothy Johnson |
| • H. M. Wynant  | ...... | Vince Bradley   |
| • Kam Tong      | ...... | Walter Ling     |
| • Edith Atwater | ...... | Srta. Steuben   |
| • Guy Raymond   | ...... | Barney Thatcher |
| • Dorothy Green | ...... | Srta. Ettinger  |
| • Sandra Giles  |        |                 |